# Slavkov u Uherského Brodu
Slavkov (deutsch Slawkow) ist eine Gemeinde in Tschechien. Sie liegt acht Kilometer südöstlich von Hluk und gehört zum Okres Uherské Hradiště.

## Geographie
Das Straßenangerdorf Slavkov erstreckt sich am Nordwesthang der Weißen Karpaten linksseitig des Baches Okluky an der Einmündung des Zlejšovský potok. Das Dorf liegt im Landschaftsschutzgebiete CHKO Bílé Karpaty. Nördlich erhebt sich die Stará hora (346 m), im Nordosten die Nivnické čtvrtky (307 m), südöstlich der Dubník (478 m), im Süden der Kolo (490 m) und westlich die Babí hora (364 m). Durch Slavkov führt die Staatsstraße I/54 zwischen Veselí nad Moravou und Nové Mesto nad Váhom.
Nachbarorte sind Padělský Mlýn im Norden, Nivnický Dvůr, Nivnice, Čupák, Volenov und Suchá Loz im Nordosten, Korytná im Osten, Horní Němčí im Südosten, Uherskohradišťské Vápenky, Fojtické Mlýny, Podširocké Mlýny, Čerešnické Mlýny, Hryzlácké Mlýny, Zámečnické Mlýny, Suchovské Mlýny und Trnovský Mlýn im Süden, Suchov, Boršice u Blatnice und Blatnička im Südwesten, Babí Hora und Blatnice pod Svatým Antonínkem im Westen sowie Hluk und Dolní Němčí im Nordwesten.

## Geschichte
Die älteste Erwähnung des zur Provincia Lucensis gehörigen Dorfes Slavkov erfolgte durch den Chronisten Cosmas von Prag in der Chronica Boemorum als Ort zweier Treffen zwischen den böhmischen und ungarischen Herrschern zur Beilegung von Grenzstreitigkeiten in den Jahren 1099 und 1116. Letzterer Zusammenkunft waren kriegerische Handlungen vorangegangen. Durch den Ort führte mit dem Ungarischen Steig über den Stranypass die wichtigste Handelsverbindung zwischen beiden Reichen.
Erstmals urkundlich erwähnt wurde Slevkov 1261 in der Grenzurkunde über die Güter des Zisterzienserklosters Smilheim als Besitz des Boresch II. von Riesenburg. Diese Urkunde hat sich jedoch als späteres Falsifikat des Klosters erwiesen. Nachdem Boresch 1277 in Ungnade gefallen und hingerichtet worden war, fielen seine südmährischen Besitzungen wieder an den Landesherrn. Im Jahre 1298 ist ein Oneš von Slavkov als Besitzer der Güter nachweisbar. 1361 überließ Mikšík von Slavkov zweieinhalb Huben von Slavkov an Frank von Kunowitz und dessen Bruder Wenzel, den Probst des Klosters Rosa Coeli. Später wurde Slavkov an das Gut Strání angeschlossen. Zu den weiteren Eigentümern gehörte u. a. Heinrich Pflugk von Rabenstein. Im Jahre 1417 gehörten die Güter Slavkov und Suchá Loz Ulrich Stosch von Branitz. In der Mitte des 15. Jahrhunderts wurde Slavkov durch die Herren von Sternberg an die Herrschaft Veselí angeschlossen. Zdenko von Sternberg auf Konopischt verkaufte diese 1447 an Mikuláš von Vojslavice. Nachdem das Geschlecht von Vojslavice zum Ende des 15. Jahrhunderts im Mannesstamme erloschen war, fiel die Herrschaft den Herren von Kunowitz zu, die Slavkov 1498 an die Herrschaft Ostroh anschlossen. Besitzer waren u. a. Jan von Kunovice, ab 1572 Jetřich von Kunovic, danach die Stadt Uherský Brod und die Böhmische Kammer. Im Jahre 1592 bestand Slavkov aus 52 Anwesen und zwei Mühlen. Der Ort war Sitz eines Vogtes, der ein käufliches Gut besaß. Im Jahre 1605 wurde Slavkov von den Truppen des aufständischen Siebenbürgerfürsten Stephan Bocskai verwüstet. Im Jahr darauf brach eine Pestilenz aus.  1625 erwarben die Liechtensteiner mit der Herrschaft Ostroh auch Slavkov. 1663 wurde Slavkov von Truppen des Großwesirs Ahmed Kiupril unter Führung der Herzogs von Saarus (Solnohrad), Michael Apaffy, geplündert und niedergebrannt. Bis 1751 war das Dorf nach Nivnice gepfarrt, danach nach Horní Němčí, wo auch unterrichtet wurde. Im Jahre 1765 bestand das Dorf aus 64 Anwesen. Slavkov hatte im Jahre 1843 546 Einwohner. Bis zur Mitte des 19. Jahrhunderts blieb das Dorf immer nach Ostroh untertänig.
Nach der Ablösung der Patrimonialherrschaften bildete Slavkov/Slawkow ab 1850 eine Gemeinde in der Bezirkshauptmannschaft Hradisch. Während des Deutschen Krieges lagerten im Juli 1866 bei Slavkov Teile des österreichischen Heeres. Diese schleppten die Cholera ein, an der nachfolgend 46 Einwohner verstarben. 1908 bildete sich die Freiwillige Feuerwehr, die im Jahr darauf ihre erste Feuerspritze anschaffte. Beim Zensus von 1921 lebten in den 166 Häusern des Dorfes 848 Personen. 1942 wurde in Slavkov eine Volkswirtschaftsschule eingerichtet. 1949 wurde die Gemeinde dem neuen Okres Uherský Brod zugeordnet. Nach der Aufhebung des Okres Uherský Brod, kam Slavkov Ende 1960 wieder zum Okres Uherské Hradiště zurück. Im Jahre 1961 eröffnete der Kindergarten.

## Gemeindegliederung
Für die Gemeinde Slavkov sind keine Ortsteile ausgewiesen.

## Sehenswürdigkeiten
- Glockenturm, errichtet 1927 anstelle eines hölzernen Vorgängerbaus
- Kapelle der hl. Dreifaltigkeit, erbaut um 1730
- Denkmal für die Opfer des Zweiten Weltkrieges
- Marienstatue, errichtet 1903, sie wurde 1927 an den Glockenturm versetzt.
- Landschaftsschutzgebiet CHKO Bílé Karpaty
- Naturschutzgebiete Nádavky und Babí hora, an den Weinbergen westlich des Dorfes